# Brad Miller
Bradley Alan Miller (Fort Wayne, Indiana, 12 de abril de 1976) es un exjugador de baloncesto estadounidense que jugó 14 temporadas en la NBA, siendo dos veces All-Star. Con 2,13 metros de estatura, jugaba en la posición de pívot.

## Carrera

### Instituto
Brad Miller asistió primero al East Noble High School, localizado en Kendallville, Indiana. Después asistió al Maine Central Institute, un instituto privado en Maine.

### Universidad
En su carrera universitaria se decidió por asistir a la Universidad de Purdue, situada en West Lafayette, Indiana. En su año freshman contribuyó a que los Boilermakers consiguieran un récord de 28-5, ganaran la Big Ten Conference y llegaran hasta segunda ronda del Torneo de la NCAA, donde promedió 6,5 puntos y 5,4 rebotes por partido.
Durante su año sophomore consiguió el tercer título de conferencia consecutivo para los Boilers, que consiguieron un récord de 26-6 y una vez más llegaron hasta segunda ronda del Torneo de la NCAA, aquella temporada promedió 9,6 puntos y 5,5 rebotes por partido.
En su año júnior, el tercero en college, mostró grandes progresos. Promedió 14,3 puntos y 8,3 rebotes por partido y junto con Brian Cardinal lideró un año más a los Boilers hasta la segunda ronda del torneo de la NCAA. En primera ronda vencieron a la Universidad de Rhode Island en la prórroga, con Brad Miller anotando 31 puntos y cogiendo 8 rebotes. Además este año se convirtió en el único pívot de su universidad en liderar a su equipo en asistencias.
Pero su mejor año fue sin duda su año sénior, cuarto y último. Los Boilers finalizaron con un récord de 28-8 llegando a Sweet Sixteen en el Torneo de la NCAA con Brad promediando 17,2 puntos y 8,8 rebotes por partido. Su mejor partido fue contra la Universidad de Míchigan State, donde consiguió anotar 30 puntos y capturar 12 rebotes.
En su carrera en Purdue consiguió ser uno de los cuatro jugadores que han conseguido 800 rebotes y el único que ha conseguido al menos 1500 puntos, 800 rebotes y 250 asistencias en la historia de la Universidad.

### Profesional

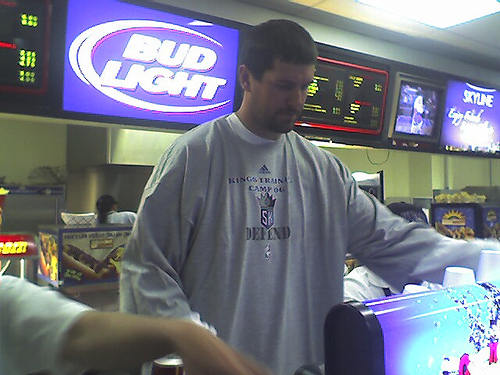
Brad Miller en 2006.

Después de graduarse hubo de irse a jugar a Europa, en concreto en el Bini Viaggi Livorno italiano durante tres meses debido a lockout. Después fue contratado por los New Orleans Hornets como agente libre debido a que era un jugador no drafteado. El 24 de marzo de 1999 consiguió su máxima anotación hasta el momento, con 25 puntos y un perfecto 9-9 en tiros de campo y 7-7 en tiros libres.
Después de dos temporadas en los Hornets firmó con los Chicago Bulls como agente libre. En enero de 2002 se vio envuelto en un altercado tras hacer una falta dura sobre el pívot Shaquille O'Neal de Los Angeles Lakers, tras la cual el enorme jugador angelino se dirigió a Miller y le pegó un puñetazo, a lo que Miller reaccionó cogiendo a O'Neal de la camiseta. Aquel año fue el de su explosión, promediando 12,7 puntos, 8,4 rebotes y 2,1 asistencias en los Bulls y posteriormente 15,1 puntos, 7,9 rebotes y 1,8 asistencias ese mismo año en los Indiana Pacers, a los que fue traspasado el 22 de febrero de 2002 junto con Ron Mercer, Ron Artest y Kevin Ollie a cambio de Jalen Rose, Travis Best, Norman Richardson y una elección de segunda ronda.
Durante su primera y única temporada completa en los Pacers Miller terminó de explotar, llegando a ser elegido para disputar el All-Star Game, convirtiéndose así en uno de los primeros jugadores en jugar un All-Star sin haber sido seleccionado en el draft. Aquel mismo año fue All-Star otro no elegido en el draft, Ben Wallace de los Detroit Pistons.
En el verano de 2003 Miller se vio envuelto en un sign-and-trade con los Sacramento Kings. Firmó un contrato multianual con los Indiana Pacers primero y fue enviado a los Kings a cambio de Scott Pollard. En el mismo trade los Kings enviaron a Hedo Turkoglu a los San Antonio Spurs, los Spurs enviaron a Danny Ferry a los Pacers e Indiana envió a Ron Mercer a San Antonio. Promedió 14,1 puntos y 10,3 rebotes en su primer año en San Antonio, y fue nuevamente elegido para disputar el All-Star game por segunda vez consecutiva. En su segunda temporada en Sacramento Miller solo disputó 56 partidos, consiguiendo su mayor media anotadora: 15,6 puntos por partido. Siguió con un gran rendimiento hasta que comenzó a decaer en la temporada 2006-2007. En su larga estancia en Sacramento promedió algo cercano a 13 puntos, 8 rebotes y 4 asistencias por partido.
El 18 de febrero de 2009 los Kings traspasaron a Miller junto con John Salmons a los Bulls a cambio de Drew Gooden, Andrés Nocioni y Cedric Simmons iniciando así una nueva etapa en la franquicia de Illinois. Ese mismo año Miller volvió a disputar unos playoffs tras dos años sin jugarlos. Allí promedió 10,3 puntos, 7,9 rebotes y 1,3 asistencias por partido.
El 17 de julio de 2010, firma como agente libre un contrato de tres años con Houston Rockets, a cambio de $15 millones.
Al año siguiente, durante la noche del draft de 2011, fue traspasado a Minnesota Timberwolves, junto con los derechos de Nikola Mirotić, a cambio de Donatas Motiejunas y Jonny Flynn.
El 12 de enero de 2012, entrena con el equipo por primera vez tras su lesión de rodilla, y debuta el 29 de enero. Durante una entrevista a Yahoo! Sports esa temporada, aseguró que la 2011-12 sería su última como jugador.
El 13 de julio de 2012 fue traspasado a New Orleans Hornets, y luego a Phoenix Suns en un intercambio entre tres equipos. Fue cortado por los Suns el 16 de agosto, y en ese momento reafirmó su decisión de retirarse.

### Selección nacional
Participó con la selección de baloncesto de Estados Unidos en dos Mundiales de baloncesto, en 1998 y en 2006, consiguiendo en ambos la medalla de bronce.

## Estadísticas de su carrera en la NBA

### Temporada regular
| Año      | Equipo     | PJ  | PT  | MPP  | %TC  | %3P  | %TL  | RPP  | APP | ROB | TPP | PPP  |
| -------- | ---------- | --- | --- | ---- | ---- | ---- | ---- | ---- | --- | --- | --- | ---- |
| 1998–99  | Charlotte  | 38  | 0   | 12.3 | .565 | .500 | .794 | 3.1  | .6  | .2  | .5  | 6.3  |
| 1999–00  | Charlotte  | 55  | 4   | 17.5 | .461 | .000 | .785 | 5.3  | .8  | .4  | .6  | 7.7  |
| 2000–01  | Chicago    | 57  | 45  | 25.2 | .435 | .200 | .743 | 7.4  | 1.9 | .6  | .7  | 8.9  |
| 2001–02  | Chicago    | 48  | 47  | 29.0 | .460 | .500 | .751 | 8.4  | 2.1 | 1.1 | .6  | 12.7 |
| 2001–02  | Indiana    | 28  | 28  | 31.1 | .562 | .333 | .823 | 7.9  | 1.8 | .9  | .4  | 15.1 |
| 2002–03  | Indiana    | 73  | 72  | 31.1 | .493 | .313 | .818 | 8.3  | 2.6 | .9  | .6  | 13.1 |
| 2003–04  | Sacramento | 72  | 53  | 36.4 | .510 | .316 | .778 | 10.3 | 4.3 | .9  | 1.2 | 14.1 |
| 2004–05  | Sacramento | 56  | 56  | 37.3 | .524 | .263 | .812 | 9.3  | 3.9 | 1.2 | 1.2 | 15.6 |
| 2005–06  | Sacramento | 79  | 79  | 37.0 | .495 | .386 | .828 | 7.8  | 4.7 | .8  | .8  | 15.0 |
| 2006–07  | Sacramento | 63  | 56  | 28.3 | .453 | .152 | .772 | 6.4  | 3.6 | .6  | .6  | 9.0  |
| 2007–08  | Sacramento | 72  | 72  | 34.9 | .463 | .311 | .848 | 9.5  | 3.7 | 1.0 | 1.0 | 13.4 |
| 2008–09  | Sacramento | 43  | 43  | 31.5 | .474 | .465 | .801 | 8.0  | 3.4 | .7  | .6  | 11.9 |
| 2008–09  | Chicago    | 27  | 0   | 27.6 | .478 | .231 | .853 | 7.4  | 3.2 | .8  | .4  | 11.8 |
| 2009–10  | Chicago    | 82  | 37  | 23.8 | .430 | .280 | .827 | 4.9  | 1.9 | .5  | .4  | 8.8  |
| 2010-11  | Houston    | 60  | 5   | 16.9 | .446 | .374 | .830 | 3.7  | 2.4 | .5  | .4  | 6.4  |
| 2011-12  | Minnesota  | 15  | 1   | 9.7  | .333 | .467 | .833 | 1.3  | 1.6 | .3  | .1  | 2.3  |
| Total    | Total      | 868 | 598 | 28.3 | .480 | .330 | .804 | 7.1  | 2.8 | .7  | .7  | 11.2 |
| All-Star | All-Star   | 2   | 0   | 13.5 | .667 | .000 | .500 | 4.5  | 1.5 | .0  | .0  | 6.5  |

### Playoffs
| Año     | Equipo     | PJ | PT | MPP  | %TC  | %3P  | %TL   | RPP | APP | ROB | TPP | PPP  |
| ------- | ---------- | -- | -- | ---- | ---- | ---- | ----- | --- | --- | --- | --- | ---- |
| 2000    | Charlotte  | 4  | 0  | 15.5 | .529 | .000 | .800  | 3.3 | .8  | .0  | .8  | 7.5  |
| 2002    | Indiana    | 5  | 5  | 36.0 | .455 | .000 | .800  | 9.8 | 1.4 | .8  | .4  | 11.2 |
| 2003    | Indiana    | 6  | 6  | 22.5 | .450 | .000 | .727  | 5.5 | 2.5 | .8  | .0  | 8.7  |
| 2004    | Sacramento | 12 | 0  | 30.5 | .527 | .143 | .604  | 8.7 | 3.2 | .8  | .9  | 10.5 |
| 2005    | Sacramento | 5  | 4  | 27.8 | .575 | .000 | .714  | 3.8 | 3.2 | .2  | .6  | 11.2 |
| 2006    | Sacramento | 6  | 6  | 27.7 | .404 | .143 | .923  | 3.0 | 2.5 | 1.2 | .8  | 9.2  |
| 2008–09 | Chicago    | 7  | 0  | 26.6 | .471 | .714 | .792  | 7.9 | 1.3 | .3  | .9  | 10.3 |
| 2009–10 | Chicago    | 5  | 0  | 18.6 | .370 | .000 | 1.000 | 3.6 | .8  | .0  | .0  | 5.4  |
| Total   | Total      | 50 | 21 | 26.6 | .478 | .259 | .742  | 6.2 | 2.1 | .6  | .6  | 9.5  |